# Elisabeth Ficker
Elisabeth Ficker (* 28. Juli 1941 in Eisenstadt als Elisabeth Wallner) ist eine ehemalige österreichische Politikerin (SPÖ) und Landesbeamtin. Sie war von 1995 bis 2000 Abgeordnete zum Burgenländischen Landtag.

## Ausbildung und Beruf
Nach der Volks- und Hauptschule absolvierte Ficker die Bürofachschule, 1984 schloss sie die Abendschule mit der Matura ab. Zuvor arbeitete sie von 1959 bis 1961 als Angestellte einer Rechtsanwaltskanzlei und war danach Beamtin der Burgenländischen Landesregierung. 1994 wurde sie zur Oberamtsrätin ernannt. 2001 ging Ficker als Beamtin des Amts der Landesregierung Burgenland in den Ruhestand.

## Politik
Im politischen Bereich engagierte sich Ficker ab 1982 als Ortsfrauenvorsitzende der SPÖ-Eisenstadt und Gemeinderätin, 1985 übernahm sie das Amt einer Stadträtin. Zudem war Ficker SPÖ-Bezirksfrauenvorsitzende des Bezirkes Eisenstadt und ab 1987 SPÖ-Bezirksvorsitzende-Stellvertretende. Des Weiteren engagierte sich Ficker ab 1979 als Mitglied des Landesvorstandes des ÖGB-Burgenland, war Vorsitzende-Stellvertreterin sowie Fraktionsvorsitzende des Frauenreferates der Gewerkschaft öffentlicher Dienst und ab 1986 Obmann-Stellvertreterin des Landespersonalausschusses beim Amt der Burgenländischen Landesregierung. Ficker war vom 22. Juni 1995 bis zum 28. Dezember 2000 Abgeordnete zum Burgenländischen Landtag, im Jahr 2000 legte Ficker ihr Amt als Gemeinde- und Stadträtin von Eisenstadt sowie ihre Funktion als Stadt- und Bezirksfraktionsvorsitzende bzw. Stellvertretende Bezirksvorsitzende zurück. 2001 schied sie zudem als Personalvertreterin und Personalvertretungsobmann-Stellvertreterin aus. 
Ficker ist seit 2004 Vorsitzende des ÖGB-PensionistInnenausschusses Burgenland und stellvertretende Vorsitzende des ÖGB-BundespensionistInnenausschusses.